# Csapody István (botanikus)
Csapody István (Sopron, 1930. február 26. – 2002. január 8.) magyar botanikus és természetvédelmi szakember. A 20. századi magyar növénytan egyik jelentős személyisége. Bár munkássága kiterjed Magyarország teljes területére, sőt azon túlra is, de szülővárosa Sopron környékén tevékenykedett a legtöbbet. Szerepe jelentős a nyugat-magyarországi állami természetvédelmi szervezet kialakításában és működtetésében. Részt vett a Fertő–Hanság Nemzeti Park létrehozásában, amelynek első botanikusa volt. Botanikai szakmunkákban nevének rövidítése: „I. Csapody”. Fia Csapody Miklós irodalomtörténész, politikus.

## Tanulmányai
Polgári származású családban született, ahol elemi és középiskolai tanulmányait is végezte. Édesapja dr. Csapody József (1898-1975) soproni középiskolai tanár, édesanyja Scheffer Ilona (1893-1979) volt.
Első nagy kudarcát fiatalon, 1948-ban kellett megélnie, mert – a bencés gimnázium kitüntetéses érettségije ellenére – „világnézeti okokból” a Pázmány Péter Tudományegyetem Természettudományi Karára beadott jelentkezését elutasították. Az Erdőmérnöki Főiskolán 1949-ben kezdte meg tanulmányait, a kieső egy évet Fehér Dániel professzor Növénytani Intézetében töltötte, s ekkor jelentek meg első publikációi is. Főiskolás korában már gyakorlatokat vezetett.

## Munkássága
Az 1953-ban szerzett erdőmérnöki diplomával rövid ideig a Főiskola Tanulmányi Osztályán előadóként, majd az immár Fehér Dánielt nélkülözni kényszerülő Növénytani Tanszéken egyetemi tanársegédként dolgozott. 1956 őszén áthelyezték az Erdőműveléstani Tanszékre, közben ideiglenesen a botanikuskert vezetését is ellátta. 1958 tavaszán élte meg élete második nagy kudarcát, „szilárd világnézete” miatt egyetemi állásából eltávolították. Ezt követően a Tanulmányi Állami Erdőgazdaságnál kapott munkát, ahol a Termőhelyfeltáró Csoport vezetőjévé nevezték ki. Ebben a beosztásban 1975-ig ténykedett itt, az erdőgazdaságtól megválva az Országos Természetvédelmi Hivatal Nyugat-Dunántúli Természetvédelmi Felügyelőségén helyezkedett el, ahol és ennek jogutódjainál botanikai főfelügyelő, természetvédelmi főtanácsos, végül botanikai főtanácsadó munkaköröket töltött be. 1991 végén nyugállományba vonult, de a Fertő–Hanság Nemzeti Park botanikai ügyeit még egy évig intézte.

## Tudományos eredmények
Csapody István a scientia amabilis, a botanika tudományának művelésével már ifjú korában elkötelezte magát. Csapody Vera festőművész nagy hatást gyakorolt rá, aki a XX. század szinte minden botanikai tárgyú művéhez készített illusztrációkat és aki maga is botanikus volt. A növények iránti érdeklődésére – többekkel együtt – már gimnazista korában felfigyelt a szintén soproni születésű botanikaprofesszor, Kárpáti Zoltán, akivel később atyai jóbarátság kapcsolta össze. Első önálló, tudományos dolgozata elsőéves hallgató korában, 1949-ben jelent meg az Erdőmérnöki Főiskola Közleményeiben. Fehér Dániel professzor tehetségét és szorgalmát felismerve ugyanettől az évtől kezdve növénytani gyakorlatok vezetésével is megbízta, így már évfolyamtársai is tőle tanulhatták a növényfajok ismeretét.
Tudományos érdeklődése és munkássága a botanika több szakterületére, így a florisztikára, növényföldrajzra, fitocönológiára, botanika- és erdészettörténetre terjed ki, melyekben nemzetközi mércével mérve is jelentőset alkotott. Ezt támasztja alá a napjainkig megjelent 4 könyv, közel 200 tudományos és ismeretterjesztő közlemény, az 1962-ben summa cum laude megvédett doktori értekezés (Termőhelyfeltárás és vegetációtérképezés a Soproni-hegységben címmel. Legismertebb és legtöbbet forgatott könyve a Rott Ferenccel közösen írt, Csapody Vera által illusztrált „Erdei fák és cserjék”. A több kiadást megért, szlovák nyelven is megjelent „Erdő, mező növényei” könyvnél társszerzője Jávorka Sándor, növényfestője szintén Csapody Vera volt. Az 1982-ben megjelent „Védett növényeink” a legszélesebb körben ismert és elismert munkája. Féltett kincsét, az évtizedeken át nagy szorgalommal gyűjtött herbáriumát élete vége felé a szombathelyi Savaria Múzeumnak adományozta. 
Florisztikai kutatásai különösen a Fertő-melléki területen, a Soproni-dombvidéken és a Soproni-hegységben jelentősek. Utóbbi terület monografikus feldolgozásának megjelentetése – ha megkésve is – végéhez közeledik. Cönológiai vizsgálatai a fenti területeken kívül még a Kisalföldre is kiterjedtek, az e munka során készített vegetáció-térképei közül sajnos nyomtatásban csak kevés jelent meg, java részük elkallódott. Ifjú korától kezdve érdekelte a botanikatörténet. Tanulmányaival hozzájárult, hogy a soproni kötődésű Loew Károly Frigyes, Deccard Kristóf János, Gensel János Ádám, Kitaibel Pál, Gombocz Endre, Fehér Dániel, Kárpáti Zoltán, illetve Carolus Clusius, Magyar Pál, Blattny Tibor, Tallós Pál életét jobban megismerhessük. Vonzalmat érzett az etnobotanika iránt is, levéltári, könyvtári búvárkodásai nyomán soproni herbáriumokról, gyógynövényekről, festőnövényekről, orvosbotanikai kertekről, a Lövérek kerti növényeiről adta közre értekezéseit.
Nemzetközi elismertségét igazolja többek között az a Rozália-hegységben végrehajtott vegetációtérképező terepmunka (1976), melyet a bécsi Universität für Bodenkultur megbízásából végzett, vagy a rendszeres előadóként való meghívások a Forum Pannonicum-ra (Illmitz), az Internationale Vereinigung für Vegetationskunde der ostalpin-dinarischen Sektion-ba (Bécs), a Fertő-Neusiedlersee tanácskozásokra (Burgenland), a Floristisch-soziologische Arbeitsgemeinschaft-ba. A sors furcsa fintora, hogy az egyetemi katedrától, a botanika hivatásszerű művelésétől megfosztott Csapody István választott tudományterületén a kutatómunkát oly magas fokon végezte, hogy kül- és belföldön egyaránt évtizedeken át őt tekintették az erdészeti botanika első számú reprezentánsának is.

## Munkássága elismerése
Az 1980-as évektől a felsőfokú oktatásban is egyre több lehetőséget (és talán kárpótlást) kapott, előadott a Berzsenyi Dániel Tanárképző Főiskolán, az Erdészeti és Faipari Egyetemen pedig posztgraduális és doktori tantárgyakat gondozott. Növénytani témakörben nem volt olyan doktorandusz, diplomatervező, szakdolgozó, TDK-s hallgató, aki ne kereste volna fel őt szaktanácsért, irodalomért, konzultációért. Az Erdészeti és Faipari Egyetem 1991-ben címzetes egyetemi tanárának választotta, jogutódja, a Nyugat-magyarországi Egyetem 2000 szeptemberében pedig tiszteletbeli doktor (dr. honoris causa) címmel tüntette ki. 1982-ben Pro Natura emlékéremmel tüntették ki, 2001-ben a tudósoknak járó legmagasabb hazai kitüntetést, a Széchenyi-díjat vehette át. Birtokosa – s ez is munkásságának nemzetközi rangját bizonyítja – az Osztrák Köztársaság Érdemkeresztje arany fokozatának.
Nevét viseli a Fertő–Hanság Nemzeti Park Fertőújlakon működő „Természetiskola és látogatóközpont”-ja.

## Természetvédelmi munkássága
A természetvédelmi szemlélet kezdő kutató kora óta egész munkásságát átszőtte és fémjelezte, első természetvédelmi témájú tanulmányai már 1956-ban napvilágot láttak. 8 tájvédelmi körzet (Soproni-hegység, Fertő-tó, Hanság, Sághegyi, Kőszegi, Őrségi, Szentgyörgy-völgyi, Szigetközi) és az országhatáron átnyúló Fertő-Neusiedlersee magyar-osztrák közös nemzeti park védetté nyilvánításának előkészítésében tevékenyen részt vett.

## Főbb művei
- Csapody István–Csapody Vera–Rott Ferenc: Erdei fák és cserjék; Mezőgazdasági, Bp., 1966
- Sopronkörnyéki erdők. A Tanulmányi Állami Erdőgazdaság parkerdői; tan. Csapody István, Juhász Miklós, Mollay Jánosné; Tanulmányi Állalmi Erdőgazdaság, Sopron, 1972
- Csapody István–Csapody Vera–Jávorka Sándor: Erdő-mező növényei; Natura, Bp., 1980
- Védett növényeink; ill. Csapody Vera; Gondolat, Bp., 1982
- Csapody István–Papp Vilmos: A Fertő-tó és a Hanság. Tájvédelmi körzetek; Országos Környezet- és Természetvédelmi Hivatal, Bp., 1983
- Csapody István–Bartha Dénes: Útmutató védett növényeink ismeretéhez és gyakorlati védelméhez Oktatási segédlet; EFE, Sopron, 1992
- Keszthelyi István–Csapody István–Halupa Lajos: Irányelvek a természetvédelem alatt álló erdők kezelésére; KTM, Bp., 1995 (A KTM Természetvédelmi Hivatalának tanulmánykötetei)
- Mestereink. Ilyennek láttuk őket. Emlékmorzsák a közelmúlt jeles botanikusairól; szerk. Bartha Dénes, Csapody István, Szodfridt István; NYME Erdőmérnöki Kar Növénytani Tanszék, Sopron, 2000 (Tilia)
- Csapody István: Pályám emlékezete 1-2.; leírta, szerk. Csapody Miklós; Csapody Miklós, Bp., 2010